# Elitserien i innebandy för damer 2006/2007
Elitserien i innebandy för damer 2006/2007 spelades 17 september 2006–21 mars 2007. De åtta bäst placerade lagen gick vidare till SM-slutspelet, lag 11 fick gå till Kvalserien till Elitserien 2007/2008 och lag 12 flyttades ner. Balrog vann serien före IBF Falun. De senaste två årens mästare Iksu slutade på en tredjeplats.
I slutspelet vann Rönnby IBK, som i finalen vann över Iksu med 4–3 efter straffar.
Poängsystemet är sådant att man får tre poäng för vinst. Är det oavgjort vid full ordinarie tid får båda lagen en poäng och matchen går till sudden death. Om matchen avgörs i sudden death får det vinnande laget ytterligare en poäng, det vill säga totalt två poäng. Förlorar man får man noll poäng.

## Tabell
Lag 1–8: Till slutspel.
Lag 13–14: Till kvalspel.
|     | Elitserien              | SM | V  | O | F  | ÖTV | GM  | IM  | MS   | P  |
| --- | ----------------------- | -- | -- | - | -- | --- | --- | --- | ---- | -- |
| 1.  | Balrog B/S IK           | 26 | 24 | 0 | 2  | 0   | 183 | 62  | +121 | 72 |
| 2.  | IBF Falun               | 26 | 21 | 2 | 3  | 1   | 180 | 82  | +98  | 66 |
| 3.  | Iksu                    | 26 | 21 | 1 | 4  | 1   | 193 | 68  | +125 | 65 |
| 4.  | Rönnby IBK              | 26 | 16 | 4 | 6  | 1   | 143 | 77  | +66  | 53 |
| 5.  | Pixbo Wallenstam IBK    | 26 | 16 | 3 | 7  | 0   | 136 | 74  | +62  | 51 |
| 6.  | Endre IF                | 26 | 16 | 1 | 9  | 0   | 154 | 129 | +25  | 49 |
| 7.  | IBK Dalen               | 26 | 12 | 4 | 10 | 2   | 101 | 86  | +15  | 42 |
| 8.  | Skellefteå Innebandy IF | 26 | 8  | 5 | 13 | 2   | 97  | 117 | –20  | 31 |
|     |                         |    |    |   |    |     |     |     |      |    |
| 9.  | Karlstad IBF            | 26 | 8  | 4 | 14 | 0   | 91  | 122 | –31  | 28 |
| 10. | IBK Boden               | 26 | 8  | 2 | 16 | 0   | 90  | 118 | –28  | 26 |
| 11. | Örnsköldsviks IBK       | 26 | 6  | 4 | 16 | 4   | 101 | 155 | –54  | 26 |
| 12. | IBC Engelholm           | 26 | 5  | 2 | 19 | 1   | 85  | 162 | –77  | 18 |
|     |                         |    |    |   |    |     |     |     |      |    |
| 13. | IFK Kumla IBK           | 26 | 2  | 1 | 23 | 0   | 67  | 186 | –119 | 7  |
| 14. | Hammarby IF             | 26 | 2  | 1 | 23 | 0   | 60  | 243 | –183 | 7  |

## Slutspel

### Kvartsfinaler
Balrog B/S IK - Skellefteå Innebandy IF 2-0 - Balrog vidare till semifinal.
- Balrog - Skellefteå 12-0, 24 mars 2007 18:00
- Skellefteå - Balrog 2-8, 30 mars 2007 19:30

IBF Falun - Endre IF 2-0 - Falun vidare till semifinal.
- Falun - Endre 8-3, 24 mars 2007 15:45
- Endre - Falun 5-6, 30 mars 2007 19:00

Iksu - IBK Dalen 2-0 - Iksu vidare till semifinal.
- Iksu - Dalen 5-1, 24 mars 2007 16:00
- Dalen - Iksu 4-7, 29 mars 2007 19:00

Rönnby IBK - Pixbo Wallenstam IBK 2-0 - Rönnby vidare till semifinal.
- Rönnby - Pixbo 4-3, 24 mars 2007 15:00
- Pixbo - Rönnby 3-5, 30 mars 2007 19:30

### Semifinaler
Balrog B/S IK - Rönnby IBK 0-2 - Rönnby vidare till final.

Matchdagar:
- Balrog - Rönnby 5-6, 7 april 2007
- Rönnby - Balrog 3-2 (straffar), 12 april 2007

IBF Falun - Iksu 1-2 - Iksu vidare till final.

Matchdagar:
- Falun - Iksu 2-6, 7 april 2007
- Iksu - Falun 2-3, 13 april 2007
- Falun - Iksu 2-3, 15 april 2007

### Final
SM-finalen spelades mellan Iksu och Rönnby IBK i Globen den 21 april 2007. Rönnby vann med 4–3 efter straffläggning.

## Kvalspel
Hammarby IF och IFK Kumla IBK gick till Kvalserien tillsammans med de fyra division 1-vinnarna. Båda lagen flyttades ner och ersattes med Täby IS och KAIS Mora IF inför nästa säsong.